# Tarlochan Singh Bawa
Tarlochan Singh Bawa oder Trilochan Singh (* 12. Februar 1923 in Lahore; † 24. April 2008 in Ambala) war ein indischer Hockeyspieler. Er erhielt mit der indischen Nationalmannschaft die Goldmedaille bei den Olympischen Spielen 1948 in London. 

## Karriere
Die indische Mannschaft gewann bei den Olympischen Spielen 1948 ihre drei Vorrundenbegegnungen und bezwang im Halbfinale die niederländische Mannschaft mit 2:1. Im Finale gegen die Briten siegten die Inder mit 4:0. Tarlochan Singh erzielte als Verteidiger im Turnierverlauf zwei Tore aus Strafecken, darunter das letzte Tor im Finale.
Tarlochan Singh studiert am Dyal Singh College in Lahore. Danach spielte er für Vereine in Lahore. Von 1948 bis 1956 gehörte er zur Auswahlmannschaft des Punjab. Ab 1949 gehörte Tarlochan Singh zu den Polizeikräften des Punjab. Bei seinem Übertritt in den Ruhestand 1981 war er Superintendent der Polizei in Haryana.